# Ruisseau de Tenten
Pour les articles homonymes, voir Tenten.
Le ruisseau de Tenten est une rivière du Sud de la France, dans la région Occitanie, dans les départements de l'Aude et du Tarn, c'est un sous-sous-affluent de l'Aude par le Lampy puis le Fresquel.

## Géographie
Le ruisseau de Tenten est une rivière qui prend sa source dans le Lauragais sur la commune Les Cammazes département du Tarn puis sert sur quelques kilomètres de frontière naturelle entre les départements du Tarn et de l'Aude et s'écoule jusqu'à Raissac-sur-Lampy ou il se jette dans le Lampy en rive droite.
La longueur de son cours d'eau est de 21 km.

### Communes traversées
Le Tenten traverse dix communessuivantes : 
- Département de l'Aude : Villespy, Carlipa, Saint-Martin-le-Vieil, Raissac-sur-Lampy, Les Brunels, Verdun-en-Lauragais, Saint-Papoul, Lasbordes et Villepinte.
- Département du Tarn : Les Cammazes.

### Organisme gestionnaire
Un SAGE est en cours d'élaboration pour tout le bassin versant du Fresquel, divisé en cinq ou six bassins : Rougeanne-Dure, Tenten-Lampy-Vernassonne, Fresquel Amont, Fresquel médian, Fresquel aval et Tréboul-Preuille-Rebenty.

## Principaux affluents
Le Tenten a cinq affluents contributeurs référencés :
- Ruisseau d'Ayguebelle : 5,7 km
- La Migaronne : 7,3 km
- Ruisseau de la Goutine : 1,8 km
- Rec Danise : 3,3 km
- Ruisseau de l'Abreuvoir : 2,1 km